# Вікторія (фільм, 1988)
«Вікторія» («Viktorija») — радянський художній фільм 1988 року, знятий режисером Ольгертом Дункерсом на Ризькій кіностудії.

## Сюжет
За мотивами однойменного роману Кнута Гамсуна.

## У ролях
- Майя Апіне — Вікторія
- Яніс Рейніс — Юханес
- Тетяна Кузнецова — Каміла
- Гунарс Цилінскіс — роль другого плану
- Гражина Байкштіте — мати Вікторії
- Рудольф Аллаберт — роль другого плану
- Валентінс Скулме — роль другого плану
- Рудольф Плепіс — Отто
- Юріс Леяскалнс — роль другого плану
- Антра Лієдскалниня — роль другого плану
- Іварс Пуга — роль другого плану
- Байба Індріксоне — мати Юханеса
- Улдіс Ваздікс — роль другого плану
- Волдемар Шоріньш — роль другого плану
- Едгарс Лієпіньш — роль другого плану

## Знімальна група
- Режисер — Ольгерт Дункерс
- Сценарист — Дагнія Зігмонте
- Оператор — Давіс Сіманіс
- Композитор — Імант Калниньш
- Художник — Гунар Земгалс